# École de gendarmerie de Fontainebleau
 (mai 2017).
Si vous disposez d'ouvrages ou d'articles de référence ou si vous connaissez des sites web de qualité traitant du thème abordé ici, merci de compléter l'article en donnant les références utiles à sa vérifiabilité et en les liant à la section « Notes et références ».
L'école de la gendarmerie de Fontainebleau est une école placée sous l'autorité du Commandement des écoles de la Gendarmerie nationale. 
Elle dispense des stages de formation aux officiers, sous-officiers et gendarmes de la gendarmerie au sein du Centre national de formation à la sécurité routière (CNFSR) et de la Cellule nationale de formation au secourisme (CNFS). Elle forme par ailleurs des gendarmes adjoints volontaires dans ses compagnies d'instruction au sein de l'école implantée à Fontainebleau mais également au camp de Beynes (78).

## Historique
- En 1967, l'école est créée et occupe la caserne Damesme et le quartier Chataux. Depuis sa création, elle accueille le Centre national de formation à la sécurité routière (CNFSR).
- Depuis 1987, l'école accueille le Centre national de formation à la police judiciaire (CNFPJ).
- En 2005, le Centre National de Formation à la Police Judiciaire (CNFPJ) s'installe à la caserne Lariboisière.
- Depuis 2010, la totalité de l'école s'est recentrée sur la caserne Lariboisière.
- Depuis septembre 2015, le Centre National de Formation à la Police Judiciaire a aménagé au Fort de Rosny sous Bois en Seine Saint Denis[1].
- Dès 2015, l'école forme les élèves gendarmes adjoints volontaires au sein des 4 compagnies d'instruction dont 2 à Beynes.
- Depuis août 2015, l'école abrite la cellule nationale de formation au secourisme (CNFS) de la Gendarmerie, unité d'expertise chargée de l'évolution de la doctrine en la matière, de la formation initiale et continue des formateurs et des formateurs de formateurs en secourisme, en secours au combat et en SST[2].

## Situation géographique
L'école est située dans la caserne Lariboisière à Fontainebleau dans le département de Seine-et-Marne. Avant 2010, elle occupait deux autres sites (caserne Damesme et quartier Chataux).

## Casernes

### Caserne Damesme
Cette caserne d’infanterie a été construite entre 1842 et 1845.
Avant la Seconde Guerre mondiale, la caserne était occupée par le 3e bataillon du 46e régiment d’infanterie. 
- De 1944 à 1946, elle devient une école de cadre.
- De 1946 à 1948, il s'agit d'un hôpital de prisonniers de guerre.
- De 1948 à 1967, elle est le siège du détachement français du commandement centre Europe de l’OTAN.
- De 1967 à 2010, elle accueille l'école de la gendarmerie.

### Quartier Chataux
Le quartier Chataux, aussi appelé le « petit quartier de cavalerie » lors de sa construction, a été construit en 1884 sur l’emplacement qui, avant la révolution, abritait les grandes écuries du comte d’Artois. Ce terrain a été vendu en 1791 comme bien national.
En 1939, ce quartier devient un centre mobilisateur puis de 1947 à 1967, il est le siège du détachement britannique du commandement centre Europe de l’OTAN.
De 1967 à 2010, ce quartier était rattaché à l’école de gendarmerie.

### CaserneLariboisière
Depuis 2010, cette caserne plus moderne remplace les casernes Damesme et Chataux.

## Centres de formation
Outre ses 4 compagnies de formation des EGAV, l''école dispose de 2 centres de formation :
- le Centre national de formation à la sécurité routière (CNFSR)
- la Cellule Nationale de Formation au Secourisme de la Gendarmerie (CNFS)

### Centre national de formation à la sécurité routière

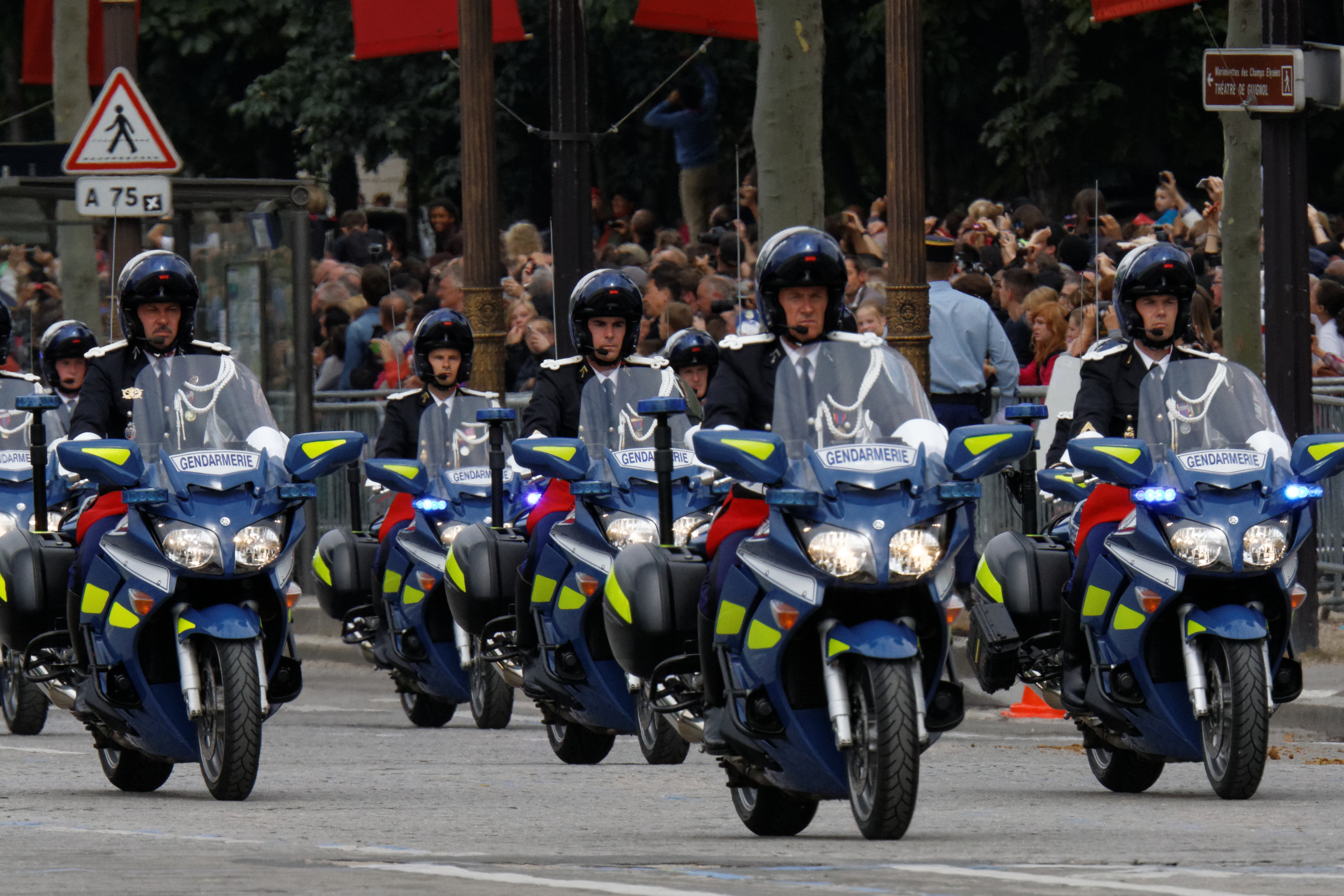
Escadron motocycliste du CNFSR lors du défilé militaire du 14 juillet 2014.

Installé depuis sa création à Fontainebleau en 1967, ce centre a pour mission de former et de perfectionner les motocyclistes dans le domaine de la sécurité routière.
Ce centre est organisé en 2 sections :
- section des formations initiales ;
- section des formations continues ;

### Cellule nationale de formation au secourisme
Cette cellule est installée à Fontainebleau depuis l'été 2015. Auparavant elle occupait des locaux dans le camp de de Frileuse à Beynes.[réf. souhaitée]
La cellule forme principalement grâce aux renforts de formateurs et de formateurs de formateurs mis à disposition par les régions de gendarmerie et formations assimilées. La cellule dispose d'un bâtiment entier de plain pied pour les besoins des formations et des travaux doctrinaux.
Pour toutes ces missions, la Cellule intervient aussi bien sur le territoire français, Outre-mer inclus, qu'à l'étranger (mission de coopération internationale)

## Effectif
Chaque année, près de 2 200 stagiaires suivent une formation au sein du centre national de formation à la sécurité routière (CNFSR). Et près de 300 stagiaires suivent une formation au sein de la cellule nationale de formation au secourisme (CNFS). Sans compter les 4 compagnies d'instruction d'élèves gendarmes adjoints volontaires. Soit près de 5 500 stagiaires par an.